# Maximus (Marvel Comics)
Maximus Boltagon è un personaggio dei fumetti creato da Stan Lee e Jack Kirby e pubblicato dalla Marvel Comics.
Noto anche come Maximus il Folle (Maximus the Mad) e Maximus il Magnifico (Maximus the Magnificent), il personaggio è generalmente rappresentato come antagonista degli Inumani, razza immaginaria di cui egli stesso fa parte. È il fratello di Freccia Nera, re degli Inumani.

## Storia editoriale
Maximus fece la sua prima apparizione in Fantastic Four n. 47 del febbraio 1966, nella storia Beware the Hidden Land! scritta da Stan Lee e disegnata da Jack Kirby.
Nel corso degli anni il personaggio è apparso principalmente nelle storie dei Fantastici Quattro e degli Inumani.

## Storia del personaggio
Maximus è un Inumano, secondo figlio dei due più importanti genetisti di Attilan, Agon e Rynda. Esposto alle nebbie terrigene in tenera età, Maximus non mostrò particolari cambiamenti esteriori, ma acquisì dei poteri psionici che gli permettono di influenzare la mente delle persone. Crescendo Maximus cercó di tenere nascosti i suoi poteri al resto della comunità, preferendo stare in disparte e agire nell'ombra. All'età di sedici anni suo fratello maggior Blackagar / Freccia Nera venne liberato dalla stanza in cui era stato tenuto sin dalla nascita a causa dei poteri distruttivi causati dal suo potere inumano. Maximus, geloso di Blackagar, cercò allora di provocare i suoi poteri per provare che non era in grado di controllarli e fare in modo che venisse nuovamente rinchiuso. Tempo dopo, Blackagar scoprì suo fratello intento a stipulare un patto con un emissario dei Kree, la razza aliena responsabile della creazione degli Inumani. Nel tentativo di fermare l'astronave dell'alieno Blackagar usò il suo potere, generando delle onde sonore distruttive che fecero precipitare la nave, che cadde su un edificio governativo di Attilan provocando la morte dei genitori di Blackagar e Maximus. L'onda sonora generata da Blackagar colpì anche Maximus, liberando la follia nascosta. Dopo che Blackagar salì al trono, Maximus giurò di vendicarsi e usurpare il trono del fratello.
Maximus effettua il suo primo tentativo di usurpare il trono di Freccia Nera qualche anno dopo. Conducendo degli esperimenti sugli Alfa Primitivi, dei cloni subumani servitori degli Inumani, Maximus crea i Trikon, degli esseri di energia dotati di grande potere distruttivo. Mentre i Trikon seminano il panico ad Attilan, Maximus porta la famiglia reale lontano dalla città. In seguito, mentre suo fratello è alla ricerca di Medusa, governa su Attilan in sua vece. Convinto della sua posizione, Maximus ordina ai suoi servitori di riportare a casa la famiglia reale; tuttavia Freccia Nera si riprende la corona. In seguito Maximus, cercando di essere benvisto dalla comunità, crea una macchina progettata per annientare la razza umana. Tuttavia la macchina non funziona come dovrebbe, e crea una barriera che imprigiona Attilan in una sfera oscura. Solo l'intervento di Freccia Nera libererà la città.

### Silent War
Nella miniserie Silent War del 2007 Maximus tenta nuovamente di usurpare il trono del fratello, cercando di portare dalla sua parte Medusa. Con uno stratagemma Maximus utilizza i poteri di Luna Maximoff e riesce ad ottenere il trono di Attilan e prende Medusa come sua sposa.

### Secret Invasion
Durante Secret Invasion Maximus è inizialmente indifferente di fronte alla minaccia degli Skrull, e interviene solo quando scopre che Ahura è uno Skrull.

### War of Kings
Nella serie crossover War of Kings Maximus è il consigliere scientifico di Freccia Nera, che ha nuovamente ottenuto il trono di Attilan, e crea delle macchine da guerra per conto dei Kree.

## Poteri e abilità
Maximus è dotato di una grande intelligenza, e grazie ai suoi poteri inumani è capace di manipolare la mente delle persone, ad esempio offuscandole e inducendo delle amnesie o impossessandosi della mente delle sue vittime e controllarle. I suoi poteri hanno una portata limitata, perciò può colpire solo persone entro un certo raggio o usare un solo effetto dei suoi poteri alla volta. La sua instabilità mentale spesso gli impedisce di usare al massimo i suoi poteri. Maximus è inoltre un brillante inventore con una grande conoscenza della fisica, della meccanica e della biologia.

## Altre versioni

### L'era di Apocalisse
Nel crossover L'era di Apocalisse, Maximus è uno dei Cavalieri di Apocalisse, precisamente il Cavaliere della Morte. Opera nell'Area Blu della Luna, a bordo dell'astronave di Apocalisse. Maximus ha ai suoi ordini un gruppo di assalto formato da cloni della Famiglia Reale Inumana, da lui personalmente uccisa, tramutati in mostri dalle nebbie terrigene. Quando gli X-Men si recano sulla Luna, Maximus li cattura per trasformarli in suoi servitori, tuttavia gli X-Men riescono a fuggire e Maximus rimane ucciso nell'esplosione dell'astronave.

### Marvel Knights 2099
Nel futuro di Marvel 2099, gli Inumani vivono a bordo di un'astronave dopo aver abbandonato la Terra in attesa che Freccia Nera si risvegli dal suo sonno criogenico. Durante tale periodo, Maximus assume il controllo della società inumana e uccide nel sonno tutta la Famiglia Reale tranne il fratello che, risvegliatosi, decide, in preda alla rabbia, di rompere il suo voto di silenzio e liberare la potenza della sua voce distruggendo l'astronave e tutti gli Inumani.

### Ultimate Marvel
Nell'universo Ultimate, Maximus appare a fianco di Freccia Nera e degli altri Inumani. In questa versione è fratello di Freccia Nera e fidanzato di Crystal.

## Altri media

### Televisione
- Maximus il Folle appare nella serie animata I Fantastici Quattro, doppiato da Mark Hamill.
- Maximus appare in un episodio della serie animata Hulk e gli agenti S.M.A.S.H., doppiato da Nolan North.
- Il personaggio appare in un episodio di Ultimate Spider-Man, sempre doppiato da North.
- Appare in un episodio della serie animata Guardiani della Galassia, doppiato da Diedrich Bader
- Maximus appare nella serie animata Avengers Assemble, doppiato da Bader.
- Maximus il Folle appare come antagonista principale nella seconda e ultima stagione dell'anime Future Avengers, doppiato da Michael Sinterniklaas.
- Maximus Boltagon è l'antagonista principale della serie televisiva del Marvel Cinematic Universe Inhumans, interpretato da Iwan Rheon.[10]

### Videogiochi
- Il personaggio viene menzionato nel videogioco Marvel: La Grande Alleanza.
- Maximus appare nel videogioco Marvel: Avengers Alliance.
- Maximus è un personaggio giocabile nel videogioco di ruolo Marvel Future Fight.
- Maximus è una carta giocabile nel TCG Marvel Snap.